# Gare d’Argentan
Gare d'Argentan – stacja kolejowa w Argentan, w departamencie Orne, w regionie Normandia, we Francji.
Jest stacją Société nationale des chemins de fer français (SNCF), obsługiwaną przez pociągi Intercités Normandie i TER Basse-Normandie.